# 하야시 구미코

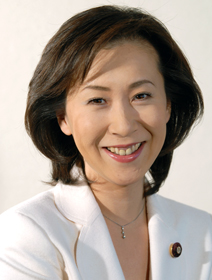
하야시 구미코

하야시 구미코(일본어: 林久美子, 1972년 9월 7일 ~ )는 일본의 뉴스 캐스터, 정치인이다. 남편은 경제산업대신 세코 히로시게로서 본명은 세코 구미코(世耕久美子)이다.